# Called Out in the Dark
"Called Out In The Dark" é uma canção da banda de rock norte-irlandesa Snow Patrol. A faixa foi lançada como o primeiro single do sexto álbum estúdio Fallen Empires lançado em 2 de setembro de 2011. Foi disponibilizado tanto de forma independente e em um EP com outras três faixas do Empires Fallen.

## Faixas
| UK Download digital |                          |         |  |
| N.º                 | Título                   | Duração |  |
| 1.                  | "Called Out in the Dark" | 4:03    |  |
| 2.                  | "Fallen Empires"         | 5:20    |  |
| 3.                  | "My Brothers"            | 3:32    |  |
| 4.                  | "I'm Ready"              | 3:23    |  |

| Alemanha - 2-track CD-single |                          |         |  |
| N.º                          | Título                   | Duração |  |
| 1.                           | "Called Out in the Dark" | 4:03    |  |
| 2.                           | "My Brothers"            | 3:32    |  |

| UK 2-track Promo CD-single |                                            |         |  |
| N.º                        | Título                                     | Duração |  |
| 1.                         | "Called Out in the Dark" (versão de rádio) | 3:32    |  |
| 2.                         | "Called Out in the Dark" (instrumental)    | 4:02    |  |

## Desenvolvimento e escrita
A canção foi escrita pela banda e pelo vocalista Gary Lightbody, e produzido por Jacknife Lee, com quem já trabalharam em seus últimos três álbuns. Foi gravado em Topanga Canyon, Los Angeles. O single estreou nas rádios em 21 de julho de 2011 e foi lançado oficialmente em 2 de setembro de 2011.
A canção, junto com outras faixas do álbum, mostra o Snow Patrol se "aventurando em um território mais dançante". Lightbody disse ao The Sun que "[...] Eu sempre admirei a música e a dança sempre foi uma grande parte de nossas vidas, mas nunca foi realmente parte da nossa música. Então nós decidimos experimentar um pouco desta vez".

## Desempenho comercial
| Parada (2012)                        | Melhor posição |
| ------------------------------------ | -------------- |
| Alemanha - (German Singles Chart)    | 15             |
| Áustria - (Austrian Singles Chart)   | 23             |
| Bélgica - (Ultratop - Flanders)      | 7              |
| Bélgica - (Ultratop - Wallonia)      | 10             |
| Canadá - (Canadian Hot 100)          | 70             |
| Dinamarca - (Danish Singles Chart)   | 35             |
| Estados Unidos - (Billboard Hot 100) | 78             |
| Estados Unidos - (Digital Songs)     | 64             |
| Estados Unidos - (Rock Songs)        | 37             |
| Finlândia - (Finnish Singles Chart)  | 20             |
| Irlanda - (Irish Singles Chart)      | 5              |
| Nova Zelândia - (RIANZ Top 40)       | 35             |
| Países Baixos - (Mega Charts)        | 12             |
| Portugal - (Portugal Top 50)         | 43             |
| Reino Unido - (UK Singles Chart)     | 11             |
| Suíça - (Mega Charts)                | 11             |

| País     | Associação | Certificação | Vendas   |
| -------- | ---------- | ------------ | -------- |
| Alemanha | BVMI       | Ouro         | 150,000+ |